# Carneville
Cet article possède des paronymes, voir Corneville-sur-Risle et Corneville-la-Fouquetière.
Carneville est une commune française, située dans le département de la Manche en région Normandie, peuplée de 240 habitants.

## Géographie

### Localisation
La commune, enclavée et sans façade maritime, est située à l'est de Maupertus-sur-Mer.
Les communes limitrophes sont Vicq-sur-Mer, Fermanville, Gonneville-Le Theil, Maupertus-sur-Mer et Théville.

### Géologie et relief
La commune arbore un aspect tourmenté avec sa lande inculte, ses vallées profondes, son sol rocailleux (les roches dominantes sont le granite et l'arkose). 
L'altitude y varie de 30 à 139 m au chemin des Catiaux, et elle couvre une superficie de 694 hectares.

### Hydrographie
Son territoire est traversé par le No (ou Poult à partir de Fermanville).
La commune est située dans le bassin Seine-Normandie. Elle est drainée par le cours d'eau 01 de la Seiglerie, le cours d'eau 01 des Eaux, le cours d'eau 01 du Hameau Dudevie, le No et le ruisseau du Nid du Corps,,.

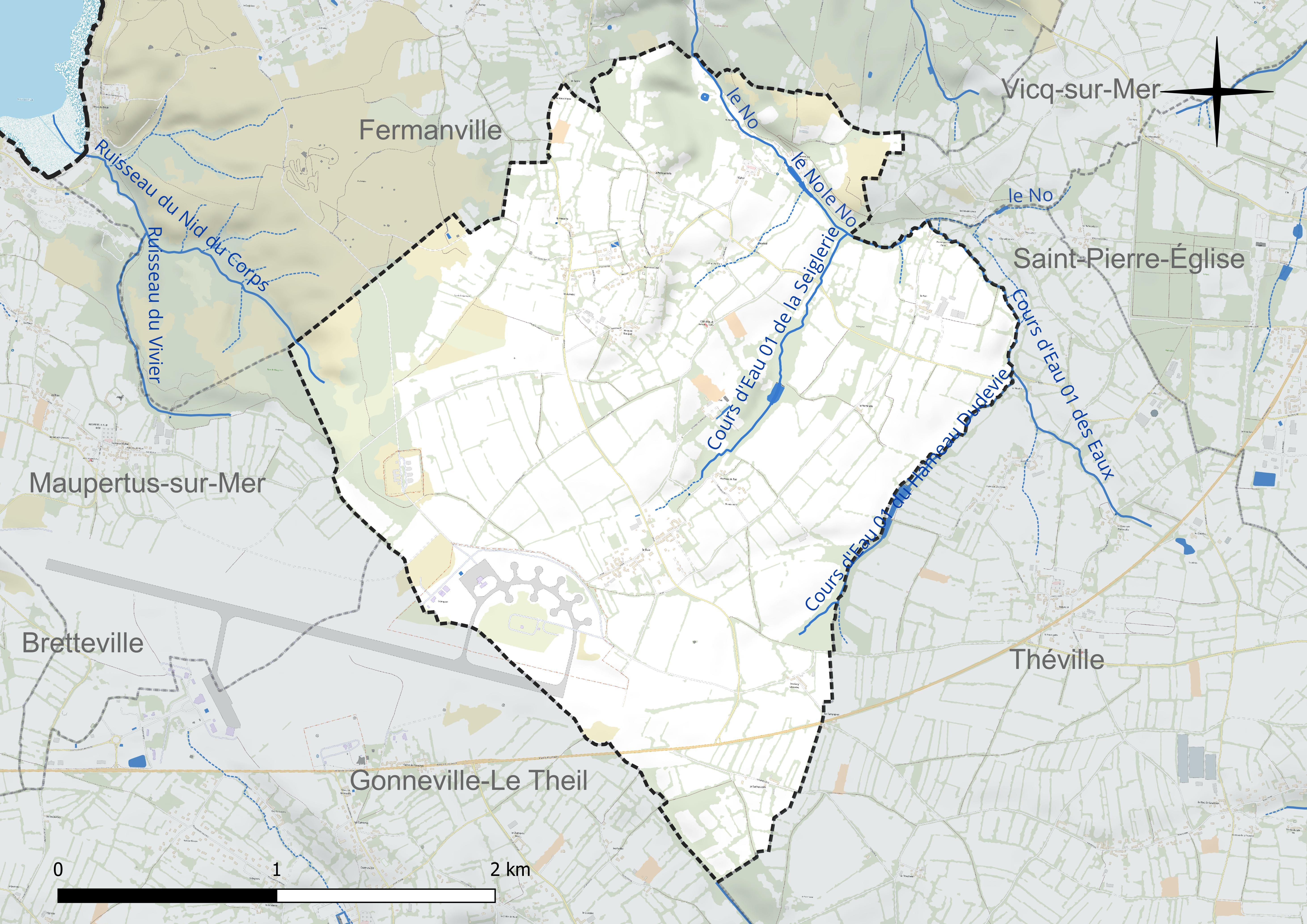
Réseau hydrographique de Carneville.

### Climat
Pour des articles plus généraux, voir Climat de la Normandie et Climat de la Manche.
En 2010, le climat de la commune est de type climat océanique franc, selon une étude du CNRS s'appuyant sur une série de données couvrant la période 1971-2000. En 2020, Météo-France publie une typologie des climats de la France métropolitaine dans laquelle la commune est exposée à un climat océanique et est dans la région climatique  Normandie (Cotentin, Orne), caractérisée par une pluviométrie relativement élevée (850 mm/a) et un été frais (15,5 °C) et venté. Parallèlement le GIEC normand, un groupe régional d’experts sur le climat, différencie quant à lui, dans une étude de 2020, trois grands types de climats pour la région Normandie, nuancés à une échelle plus fine par les facteurs géographiques locaux. La commune est, selon ce zonage, exposée à un « climat maritime », correspondant au Cotentin et à l'ouest du département de la Manche, frais, humide et pluvieux, où les contrastes pluviométrique et thermique sont parfois très prononcés en quelques kilomètres quand le relief est marqué.
Pour la période 1971-2000, la température annuelle moyenne est de 10,8 °C, avec une amplitude thermique annuelle de 11 °C. Le cumul annuel moyen de précipitations est de 932 mm, avec 14,4 jours de précipitations en janvier et 8,4 jours en juillet. Pour la période 1991-2020, la température moyenne annuelle observée sur la station météorologique la plus proche, située sur la commune de Gonneville-Le Theil à 4 km à vol d'oiseau, est de 11,0 °C et le cumul annuel moyen de précipitations est de 940,4 mm,. Pour l'avenir, les paramètres climatiques de la commune estimés pour 2050 selon différents scénarios d’émission de gaz à effet de serre sont consultables sur un site dédié publié par Météo-France en novembre 2022.

### Milieux naturels et biodiversité
- Vallée des Moulins.
- Landes de Carneville.

## Urbanisme

### Typologie
Au 1er janvier 2024, Carneville est catégorisée commune rurale à habitat très dispersé, selon la nouvelle grille communale de densité à sept niveaux définie par l'Insee en 2022.
Elle est située hors unité urbaine.
Par ailleurs la commune fait partie de l'aire d'attraction de Cherbourg-en-Cotentin, dont elle est une commune de la couronne,. Cette aire, qui regroupe 77 communes, est catégorisée dans les aires de 50 000 à moins de 200 000 habitants,.

### Occupation des sols
L'occupation des sols de la commune, telle qu'elle ressort de la base de données européenne d’occupation biophysique des sols Corine Land Cover (CLC), est marquée par l'importance des territoires agricoles (80,2 % en 2018), une proportion sensiblement équivalente à celle de 1990 (80,5 %).
La répartition détaillée en 2018 est la suivante : terres arables (38,8 %), prairies (32,5 %), zones agricoles hétérogènes (8,8 %), zones industrielles ou commerciales et réseaux de communication (7 %), milieux à végétation arbustive et/ou herbacée (7 %), forêts (5,8 %).

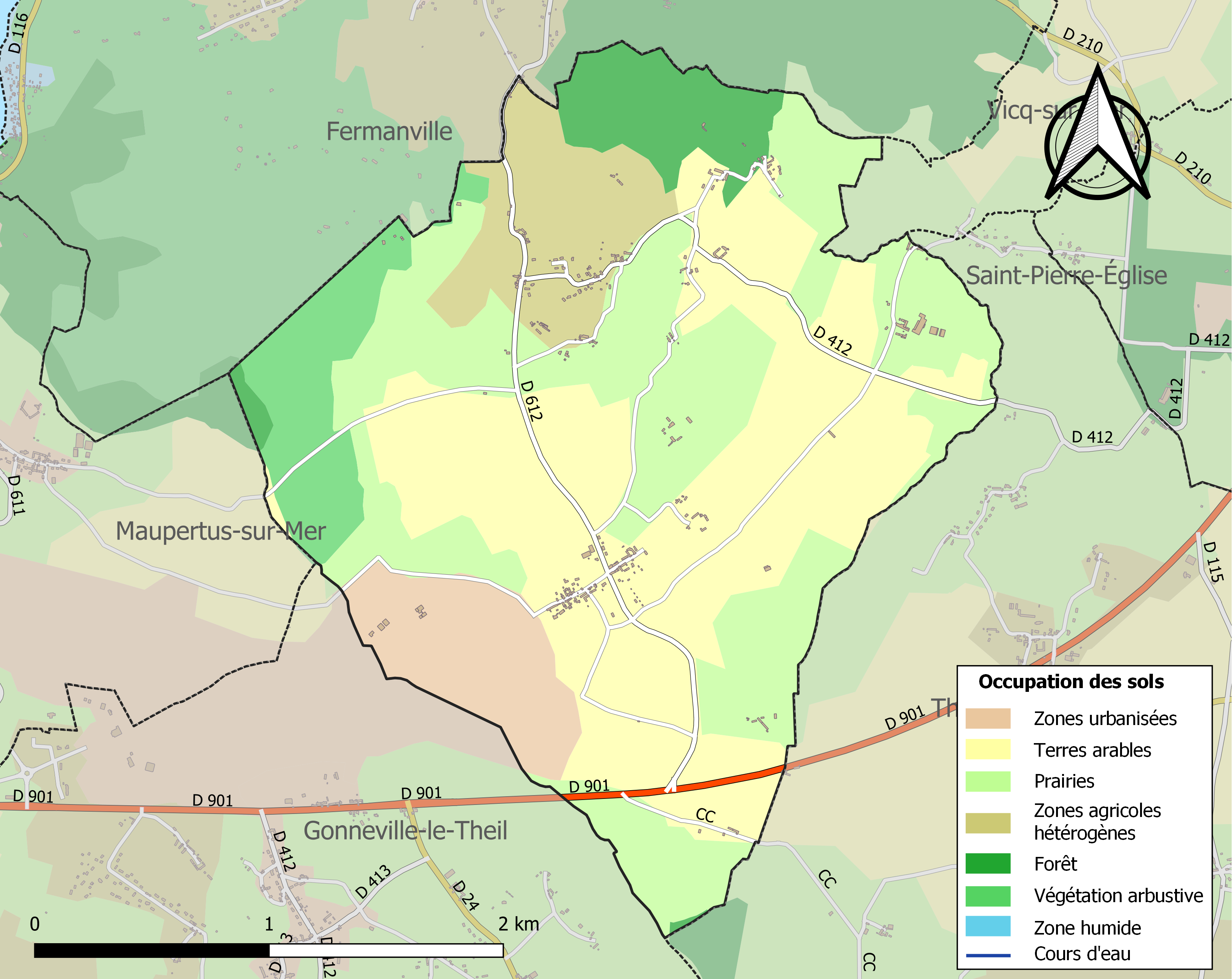
Carte des infrastructures et de l'occupation des sols de la commune en 2018 (CLC).

L'évolution de l’occupation des sols de la commune et de ses infrastructures peut être observée sur les différentes représentations cartographiques du territoire : la carte de Cassini (XVIIIe siècle), la carte d'état-major (1820-1866) et les cartes ou photos aériennes de l'IGN pour la période actuelle (1950 à aujourd'hui).

### Lieux-dits, hameaux et écarts
La commune est constituée de nombreux hameaux dont les principaux sont : La Rue, Hameau-Giot, Hameau-du-Moulin, Le Fort, Francouville.

## Toponymie
Dans les anciens titres, Carneville est désignée sous les noms de Chernetville, Kernetville, Querneville, Quierneville et Kneville, Quernevilla en 1304-1395.
Cependant, François de Beaurepaire qui mentionne en outre les formes Kiernevilla en 1196, Carnanvilla en 1198 et encore en 1280, n'est pas sûr que les formes du type Quernet villa se rapportent à Carneville, mais plutôt à Quesnay-Guesnon, commune du Calvados.
Le premier élément est sans doute un nom d'homme, mal identifié en l'état des sources. Le recours au nom de personne germanique Cherno proposé par Albert Dauzat et Charles Rostaing est contredit par les formes les plus anciennes. François de Beaurepaire ne retient pas le rapprochement d'Adigard des Gautries avec Carnet (canton de Saint-James). Il s'agit peut-être du même nom de personne anglo-saxon ou scandinave que l'on retrouve dans Carnaby (Angleterre, Kernetebi 1190, Kerneteby 1267).

## Histoire

### Préhistoire
Au milieu d'un amas de blocs de granite, on voyait encore en 1833, un menhir de 12 pieds (4 m de hauteur. Mince et de forme triangulaire, on l'appelait la Devise. Presque au pied se trouvait une pierre plane, désignée sous le nom de table de Carneville. Il n'en reste plus trace. Les tailleurs de pierre ayant transporté ces monuments à Cherbourg. Près de la Devise fut découvert une grande quantité de coins en bronze.

### Protohistoire
Sur le territoire communal ont été découvertes de nombreuses haches de bronze.

### Moyen Âge
La première mention de l'existence de Carneville se trouve dans un acte de vente de 1074, sous la forme Chernetville, dans lequel Herbert d'Agneaux vend sa terre à l'évêque de Bayeux, Odon, le demi-frère de Guillaume-le-Conquérant.
En 1417, au cours de la guerre de Cent Ans, alors que les Anglais se sont rendu maîtres de la Normandie, Richard Bazan, seigneur de Gatteville et de Carneville, abandonne son château, ne pouvant le défendre, rejoint le roi de France, et voit ses biens confisqués. Selon Bruno Centorame, l'antique château de la Motte aurait été détruit en 1405 par les Anglais. À  partir le là, les seigneurs de Carneville ne résidèrent plus dans la paroisse, et il faudra attendre le début du XVIIe siècle pour voir la famille Simon s'y installer de façon définitive.
En 1452, Colin III Basan hérite des fiefs de Carneville, Gatteville, Ravenoville, Virandeville et de la vavassorie de Beaurepaire.

### Temps modernes
Julien Basan († av. 1567), sera le dernier représentant d'une branche cadette issue de Colin III. Sa fille, Marthe Basan († 1605), dame de Gatteville et Carneville, qui avait épousé, en 1562, Antoine Le Tellier de La Luthumière, est taxé pour ces fiefs de 60 livres dans le rôle des nobles et roturiers, au titre du ban et de l'arrière ban de la vicomté de Coutances, réalisé par Gilles Dancel, seigneur d'Audouville, lieutenant général du bailli de Cotentin, tenu à Coutances les 20-22 octobre. Le fief de Carneville, plein fief de haubert, était tenu de l'évêque de Bayeux à cause de la baronnie de Saint-Vigor-le-Grand. Dans le même rôle, Gilles Le Fort, écuyer, sieur de Carneville, est taxé de 40 solz.

### Révolution française et Empire
Georges Symon de Carneville (1750-1837), né à Carneville, militaire, officier en 1788, émigre et servira l'Autriche jusqu'en 1811. Son frère Charles-Adrien Symon de Carneville (1754-1816), major-général du régiment d'Artois émigre aussi en Autriche, et en 1798 sera général-major. Le cadet, Louis-Paulin, sera maire de Carneville.

## Politique et administration

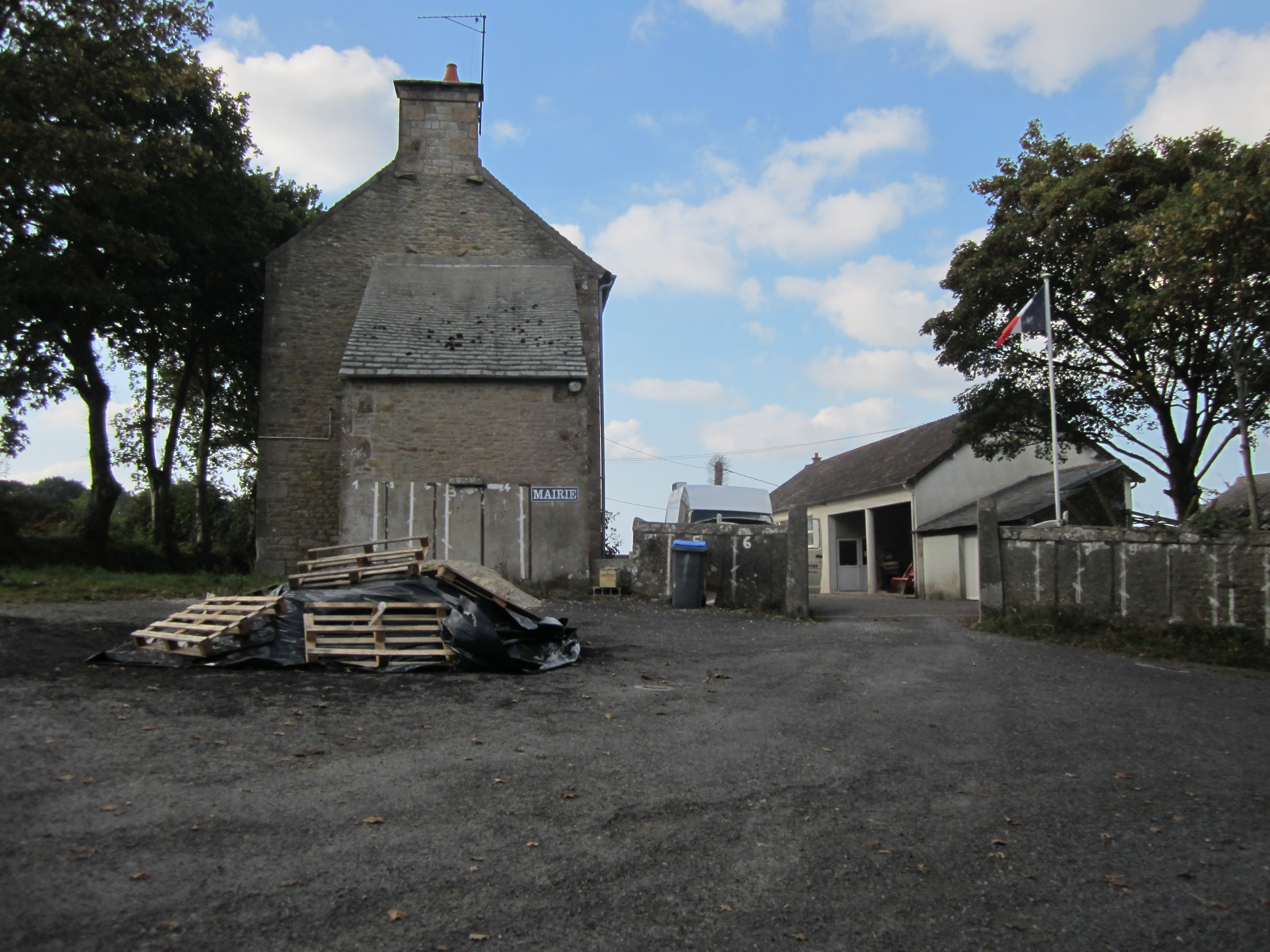
La mairie.

La mairie située au 1 Hameau Bouquet édite un bulletin municipal : Le petit Carnevillais.

## Population et société
Les habitants de la commune sont appelés les Carnevillais.

### Démographie
L'évolution du nombre d'habitants est connue à travers les recensements de la population effectués dans la commune depuis 1793. Pour les communes de moins de 10 000 habitants, une enquête de recensement portant sur toute la population est réalisée tous les cinq ans, les populations de référence des années intermédiaires étant quant à elles estimées par interpolation ou extrapolation. Pour la commune, le premier recensement exhaustif entrant dans le cadre du nouveau dispositif a été réalisé en 2004.
En 2022, la commune comptait 240 habitants, en évolution de +1,69 % par rapport à 2016 (Manche : −0,31 %, France hors Mayotte : +2,11 %).
| 1793 | 1800 | 1806 | 1821 | 1831 | 1836 | 1841 | 1846 | 1851 |
| ---- | ---- | ---- | ---- | ---- | ---- | ---- | ---- | ---- |
| 576  | 434  | 643  | 665  | 587  | 570  | 590  | 582  | 519  |

| 1856 | 1861 | 1866 | 1872 | 1876 | 1881 | 1886 | 1891 | 1896 |
| ---- | ---- | ---- | ---- | ---- | ---- | ---- | ---- | ---- |
| 481  | 458  | 463  | 436  | 434  | 413  | 370  | 355  | 345  |

| 1901 | 1906 | 1911 | 1921 | 1926 | 1931 | 1936 | 1946 | 1954 |
| ---- | ---- | ---- | ---- | ---- | ---- | ---- | ---- | ---- |
| 309  | 273  | 260  | 229  | 263  | 245  | 247  | 262  | 233  |

| 1962 | 1968 | 1975 | 1982 | 1990 | 1999 | 2004 | 2006 | 2009 |
| ---- | ---- | ---- | ---- | ---- | ---- | ---- | ---- | ---- |
| 219  | 194  | 177  | 213  | 241  | 222  | 230  | 220  | 227  |

| 2014 | 2019 | 2022 | - | - | - | - | - | - |
| ---- | ---- | ---- | - | - | - | - | - | - |
| 228  | 235  | 240  | - | - | - | - | - | - |

### Manifestations culturelles et festivités
Méchoui communal en juillet.

### Sports et loisirs
Divers chemins de randonnée.

## Économie
L'aéroport de Cherbourg - Manche est en partie situé sur la commune avec une zone militaire et une base d'hélicoptères.

## Culture locale et patrimoine

### Lieux et monuments

#### Château de Carneville

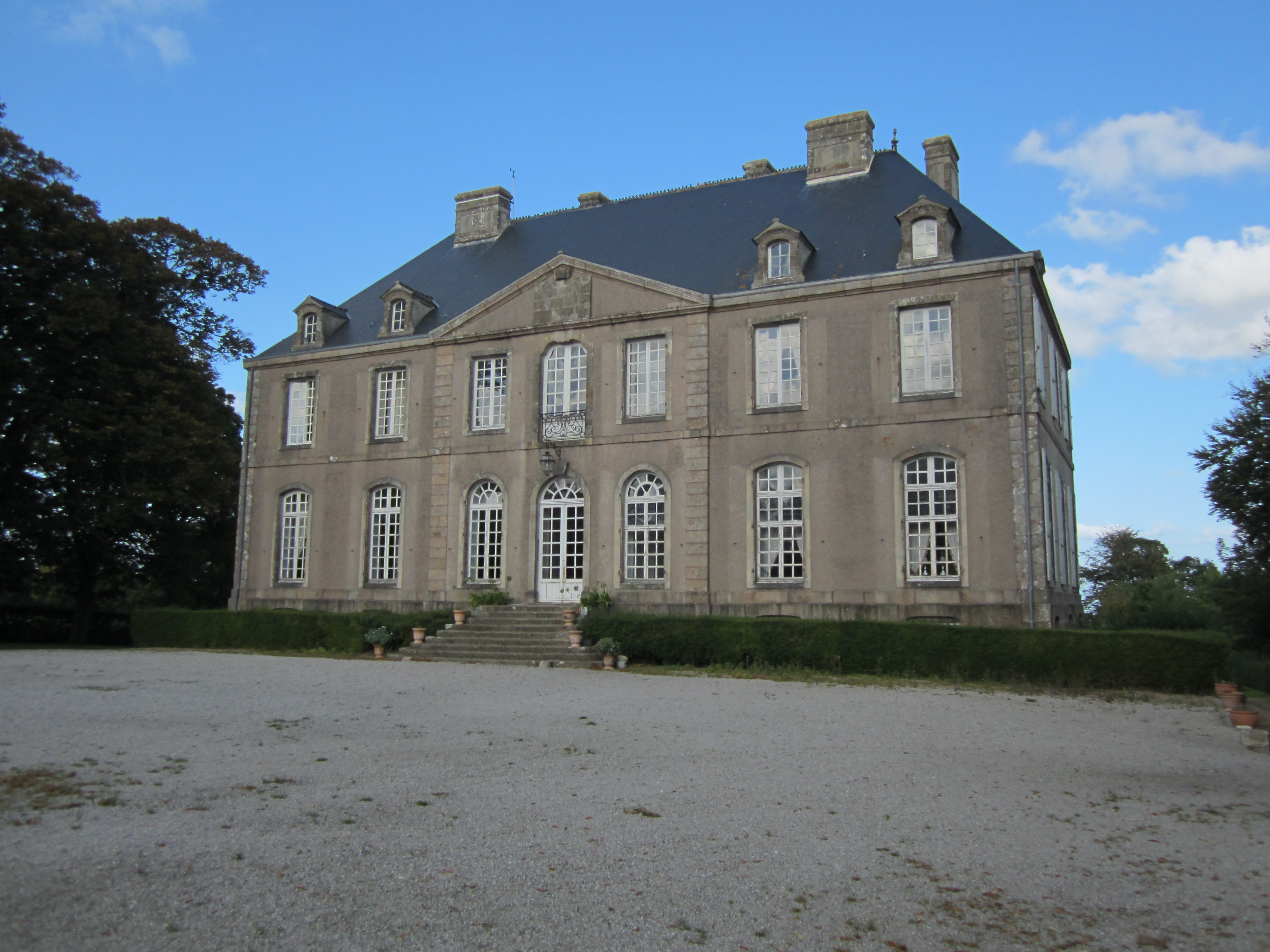
Le château de Carneville.

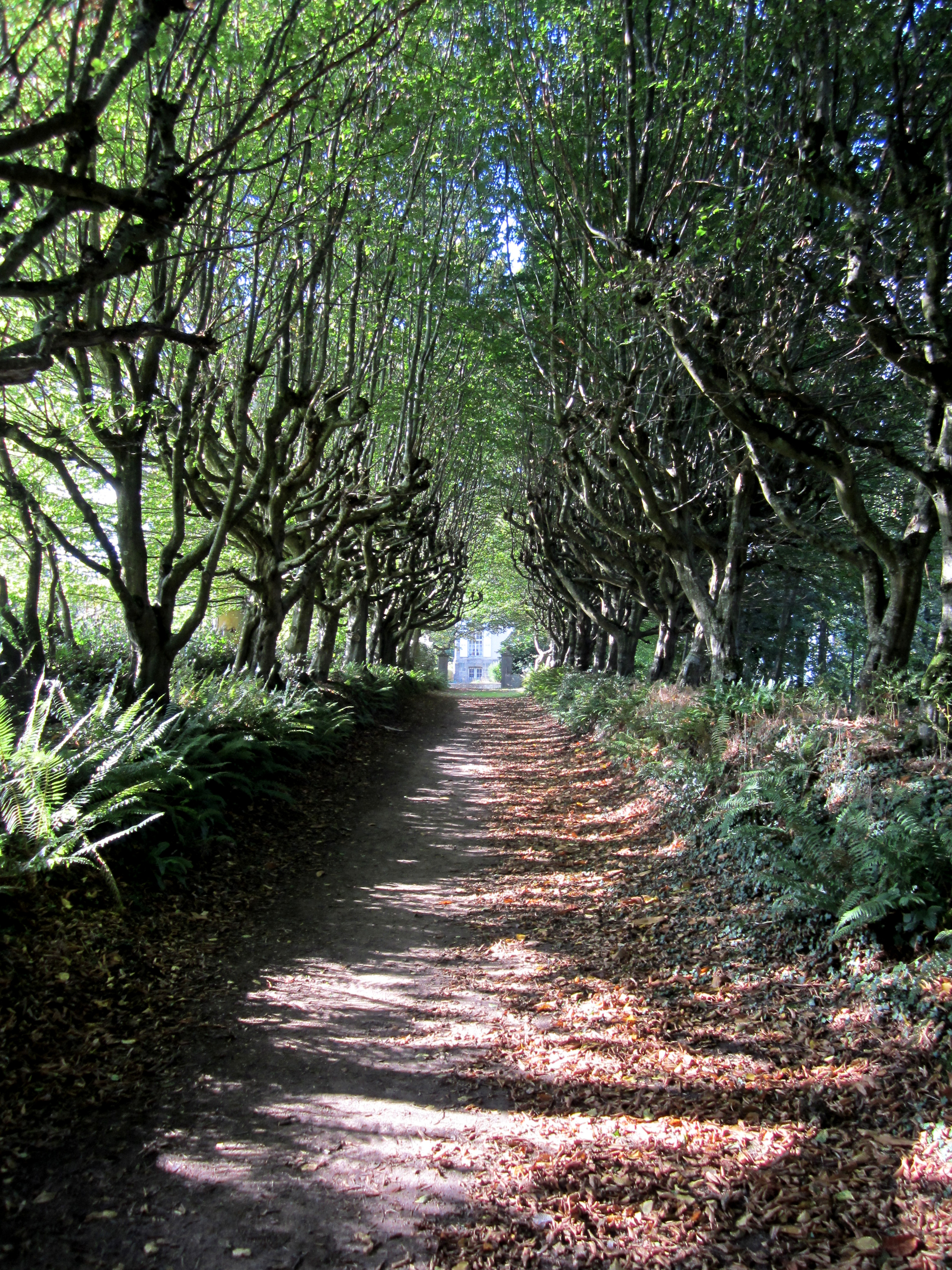
Charmille.

Les Symon de Carneville construisent un premier manoir en 1640 et un second en 1699, agrandi en 1725 quand la boulangerie est bâtie.
Le château actuel de Carneville, édifié en 1755 par François-Hervé Symon, sur le modèle de celui de Saint-Pierre-Église, est partiellement classé aux monuments historiques depuis 1975. Les communs et la boulangerie plus anciens (XVIIe siècle) sont quant à eux inscrits également en 1975.
Passé à la famille Clérel de Tocqueville, il est vendu en 2011 par Hélène de Tocqueville à un antiquaire. Les nouveaux propriétaires engagent des aménagements pour ouvrir au public le parc du château.
Un chêne millénaire est présent dans le parc qui était situé au croisement de deux chemins. Il est peut-être lié à la pratique de culte ancien.

#### Église Saint-Malo

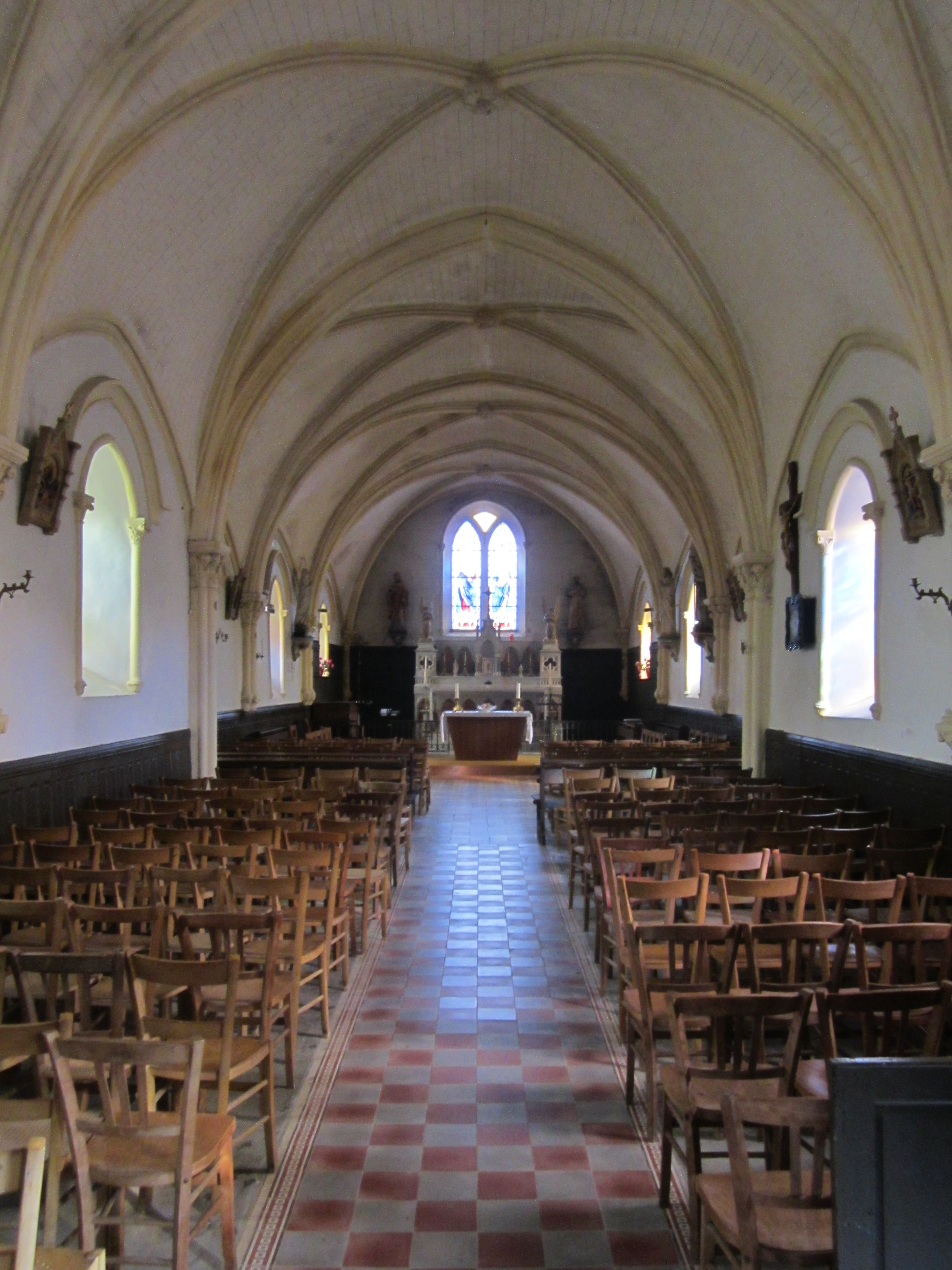
La nef.

L'église des XIe, XVIIIe – XIXe siècles et dont le saint patron est saint Malo, a été entièrement reconstruite en 1827.
L'église Saint-Malo de Carneville était au XIe siècle sous le patronage de la famille d'Agneaux. Corbin d'Agneaux la donna en perpétuelle aumône à l'abbaye de Montebourg, avec toutes ses appartenances, du consentement de Robert de Carneville, prêtre, qui touchait la moitié des revenus en qualité de curé tanquam persona. Ce même Robert y ajouta une demi acre de terre, dont il était propriétaire, près du cimetière. Henri II, roi d'Angleterre et duc de Normandie, confirma cette donation. Nicolas de Beuzeville, héritier de Corbin d'Agneaux, et Pierre de Carneville contestèrent ce terrain à l'abbaye. Une transaction eut lieu sous le pontificat du pape Innocent III (1198-1216). La pièce de terre resta aux moines. En 1223, le vicaire était présenté à l'évêque par Geoffroy de Beuzeville, seigneur de Carneville. Il touchait la 3e gerbe, l'autelage, les produits du cimetière et les menues dîmes. L'abbaye percevait les deux autres gerbes. Au XIIIe siècle, suivant le livre noir, l'église valait 35 livres pour l'abbaye et autant pour le curé.
L'église fut probablement détruite en 1405, pendant la guerre de Cent Ans, par les Anglais débarqués à Saint-Vaast-la-Hougue et qui pillèrent Barfleur, Saint-Pierre-Église et 37 autres paroisses, sachant que la seigneurie appartenait aux Bazan, de Gatteville, ennemis jurés des Anglais.
Il faut attendre 1417 pour apprendre que Pierre Lienart avait la cure de Carneville. Pierre Lienart étant décédé, Jean Castel Seigneur de Saint Pierre devient curé en 1520. Il se retire peu après pour raisons de santé. Nicolas Herquin administrait la paroisse en 1616. Noël Varin lui succéda en 1622. Il fit fermer le cimetière par un mur de pierres. Il démissionna en faveur de Jacques Gueret. Jacques Guéret, curé en 1645, érigea une confrérie de la Sainte-trinité pour la rédemption des captifs. En 1660, Thomas Lécrivain devint prêtre. Il fut inhumé dans le chœur de l'église le 15 juin 1682. Joseph Leblanc lui succéda de 1685 à 1699. Il restaura l'église, la nef fut enduite et lambrissé, et renouvela le mobilier. Il fit construire deux contretables, une en l'honneur de saint Barthélémy, l'autre en l'honneur de la Sainte Trinité. Les autels de saint Samson et Notre-Dame qui étaient sous la perche du crucifix. Selon Louis Drouet, l'autel à saint Samson se trouvait là en souvenir d'une antique chapelle « sise au bois de Fermanbreuil à Carneville ». Le 24 mai 1724, Joseph Leblanc était décédé, Pierre Lechevalier occupa alors la cure de Carneville jusqu'au 20 octobre 1733. Deux mois après, ce fut M. Guillaumme d'Aigremont prieur et seigneur de Saint-Callais près Blouet, qui fut curé. Il termina sa carrière âgé de 74 ans en 1765. Il fut inhumé comme tous ses prédécesseurs dans le chœur de l'église. En 1752 et 1759, l'église est jugée en bon état, et en 1764, il est demandé de réparer les couvertures de la nef et près des cloches, la peite porte est en très mauvais état, et il faut continuer le plafond qui a été commencé. Pierre Charles Alexandre Lebas précepteur des enfants de M. de Carneville fut curé neuf mois seulement. Il fut inhumé le 17 novembre 1766. Il n'avait que 33 ans. Il fut remplacé par Jean Thomas Michel Creully de Néville. À la Révolution, il refusa de prêter le serment constitutionnel et fut contraint à l'exil en Angleterre et mourut lors de son retour à l'approche des côtes françaises.
Le 4 septembre 1791, la municipalité installa Lecomte prêtre de Saint-Pierre-Église. Il fut mal accueilli par les paroissiens. Pour maintenir l'ordre dans l'église, on était obligé de mettre des gardes à la porte. À la restauration du culte catholique, Nicolas François Flambart fut nommé succursaire de Carneville en juillet 1803. Deux ans plus tard, c'est Jean Thomas Michel Creully, neveu de Jean Creully, qu'il avait accompagné dans son exil, qui dirigeait la paroisse. En 1807 il obtint la cure de Saint-Eny où il est décédé. Son successeur Adrien Fouquet démissionna au mois de novembre 1808, après neuf mois d'exercice. M. Le Richebec prit sa place jusqu'en 1822. Après cette date, c'est M. Charles Étienne Gosnouf qui fut curé de la paroisse. C'est à cette époque également que l'église de Carneville qui remontait au XIe siècle, reçut le premier coup de pioche. Le chœur et l'abside furent rasés en 1827-1828 et reconstruits sur les mêmes bases. MM. Dacier et Sabine ne firent que passer à Carneville de 1852 à 1854. C'est M. Le Sauvage qui leur succédera jusqu'en 1858. M. Couppey fut installé pour sept ans à Carneville (1858-1865). M. Lavieille prit sa place et y mourut le 6 avril 1871. M. Mesnil fut nommé en 1871. Le pignon occidental de l'église et le campanile à deux ouvertures furent démolis. Ils furent remplacés par un clocher surmonté d'une flèche flanquée de quatre clochetons. Après le départ de M. Mesnil, en 1885, c'est M. Hautemanière qui arriva. Il se retira à Montebourg en 1892. C'est son successeur M. Le Renard qui œuvra le plus pour la restauration de l'église, qui était dans un état déplorable à son arrivée. Le maire demanda alors un secours au député pour la réparation et signalait « qu'une partie de la voûte s'est effondrée » et obtint une subvention de 1500 francs, qui ajoutée aux fonds obtenus par souscription, et aux corvées volontaires des paroissiens permettra la restauration complète de l'église. C'est ainsi que M. Le Renard a su faire de l'église, pour la décoration intérieure une des plus belles du canton. Les nervures, les chapiteaux des piliers décèlent une véritable œuvre architecturale, de même que l'élégance et la solidité des voûtes.
En 1900 deux fenêtres accolées sont ouverte dans le chevet afin de mettre en valeur l'autel de marbre blanc qui a remplacé le maître-autel. Les vitraux figurent à droite le Cœur de Marie, à gauche le Sacré-cœur.
En juin 1944 l'église est endommagée, il fallut réparer la couverture et les vitraux. Un vitrail représente saint Malo guérissant les malades, seule référence au saint patron.
Mobilier
Il ne subsiste rien du mobilier de l'ancienne église. Une niche dans le fond de l'église abrite une statue de saint Sébastien de la fin du XVIIe , début du XVIIIe siècle,, et une verrière du XXe, de Maurice Bordereau.
On peut également remarquer la petite porte de la nef fracassée lors des inventaires de 1906 conservée en l'état sous le clocher dans l'entrée principale de l'église.
Cimetière
Dans le cimetière, la tombe rénovée en 2007 par le Souvenir napoléonien, de Geneviève Napoléon Lamache, née à Clitourps, orpheline d'un grognard mort à Austerlitz et fille adoptive de l'Empereur, en vertu d'un décret signé par Napoléon le 7 décembre 1805, épouse de Pierre Barnabé Lebréquier, maire de Carneville, morte à Carneville le 23 janvier 1842.

### Autres témoins du patrimoine local
- Ancien presbytère.
- Croix de chemin en granit (1856), en bordure de la D 142. Elle a son croisillon décoré d'un cœur au centre d'une couronne d'épines entouré d'une paire de tenailles et d'un maillet[42], et la base du fût de trois clous.
- Vierge de la Halte.
- La Longue Pierre, menhir en granit de 4 m de haut. Le plus mince du département, il faisait partie de l'ensemble dit la Table de Carneville qui a été détruit en 1840 pour construire une fontaine à Cherbourg[28],[43].
- Motte féodale du Clos du Colombier. Un acte du 13 octobre 1393 signale l'achat du fief par Nicolas Bazan et Guillemette de Beuzeville. Nicolas Bazan possédait à Carneville un château nommé La Motte qui se trouvait dans une pièce adjacente au Clos du Colombier sur laquelle, dit l'acte, « est la motte de ancien château de présent en ruines ». Le Clos du Colombier se trouve non loin de l'école actuelle et à 250 m environ du château du XVIIIe siècle[44]. Ce pré descend en pente raide vers un petit ruisseau. La motte, encore visible bien qu'assez effacée, devait se trouver au bord de ce ruisseau. Elle présente un diamètre de fossé circulaire d'environ 45 m[44]. Les quelques élévations de terre qui demeurent ne permettent pas de retracer le contour de la motte. Seul s'élève encore perpendiculaire au ruisseau une sorte de rempart de terre large de trois à quatre mètres, long de vingt à vingt-cinq mètres et d'une hauteur d'environ un mètre[45]. Ce barrage devait élever le niveau aux abords de la motte et peut-être mettre le fossé en eaux[44].
- Ferme de Fleurival du XVIe siècle.
- Manoir du XVIIe siècle, au Hameau Giot.
- Ancien manoir à usage de ferme du XVIIe siècle.
- Moulin qui abrita la poétesse locale, Marie Ravenel[46][source insuffisante].
- Lavoirs du Hameau Moulin, de la Brasserie, de la Chaude Lande, du Hameau Giot.

### Personnalités liées à la commune
- Marie Ravenel (1811-1893), poétesse qui résida à Carneville.